# Friedrich Ackmann
Friedrich „Fritz“ Ackmann (* 14. September 1903 in Menslage; † 5. Oktober 1972 in Gifhorn) war ein deutscher Verwaltungsjurist und Landrat.
Er studierte an der Philipps-Universität Marburg und war seit 1922 Mitglied der Marburger Burschenschaft Arminia. Er legte sein Rechtsreferendariat am Amtsgericht Quakenbrück ab und wurde 1926 an der Universität Göttingen bei Julius Hatschek zum Dr. jur. promoviert. Er trat zum 15. März 1933 in die SS (Mitgliedsnummer 75.241) und zum 1. Mai 1933 in die NSDAP ein (Mitgliedsnummer 2.191.237). Später war er Landrat im Landkreis Flatow (1935–1937) sowie im Landkreis Zempelburg (1939–1940). Er wurde „als SS-Untersturmführer in der Funktion eines Gebietskommissars und Leiters der Hauptabteilung 1 beim Generalkommissar in Kiew eingesetzt“. Nach dem Zweiten Weltkrieg wirkte er als Oberkreisdirektor des Landkreises Gifhorn (1951–1968).
Bis 2022 waren ein Stadion in Hankensbüttel und ein Altersheim in Gifhorn nach ihm benannt.

## Veröffentlichungen
- (als Fritz Ackmann:) Die Veränderungen des Rechtszustandes bei der Neugliederung deutscher Länder. Trute, Quakenbrück 1926, DNB 571745504 (zugleich Dissertation Universität Göttingen 1926).
- Vertriebene und Flüchtlinge in den Landkreisen. In: Die Landkreise in der Bundesrepublik Deutschland. 10 Jahre Aufbauarbeit. Kohlhammer, Stuttgart 1955, S. 95–101.
- (als Fritz Ackmann:) Gegenüber der Altmark : Geopolitik der Zonengrenze Gifhorn. In: Gemeinschaft + Politik. 4, 1956, S. 39–45.
- Bewirtschaftung durch einen freigemeinnützigen Verband [betr. Kreis Grifhorn]. In: Der Landkreis. Jg. 35, 1965, 8/9, ISSN 0342-2259, S. 339–340.
- (als Fritz Ackmann:) Die Samtgemeinden [u. a. im Kr. Gifhorn]. In: Kreiskalender für Gifhorn-Isenhagen. Landkreis Gifhorn, 1967, ISSN 0454-9120, S. 61–63.